# Famille Lepic
Pour les articles homonymes, voir Lepic.
La famille Lepic est une famille titrée sous le Premier Empire et la Restauration. Elle fait partie des familles subsistantes de la noblesse française.
Elle s'est illustrée dans le métier des armes notamment sous la dynastie des Bonaparte. Elle compte parmi ses membres un général de division, trois généraux de brigade dont un maréchal de camp, un préfet, un peintre.

## Histoire
La branche aînée de la famille Lepic a obtenu au cours du Ier Empire un titre de baron en 1809 à la suite d’un acte de bravoure lors de la Bataille d'Eylau puis de comte à la Restauration en 1815.
La branche cadette, seule subsistante de nos jours, a obtenu un titre de chevalier d'Empire en 1810 ainsi qu'un titre de baron d'Empire héréditaire en 1814, confirmé en 1863 par l'Empereur Napoléon III. Elle a été admise en 1943 au sein de l'association d'entraide de la noblesse française.

## Personnalités
Joseph Lepic et Catherine Fage ont de nombreux enfants, dont deux fils, qui donnent naissance aux deux branches historiques :
Branche aînée 

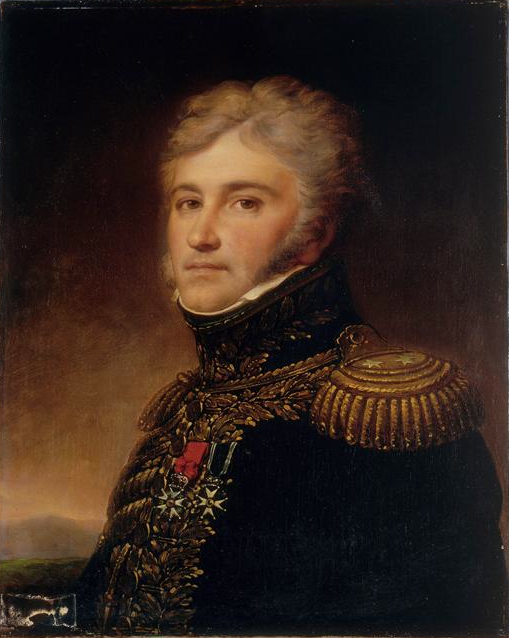
Louis, comte Lepic
(1765-1827)

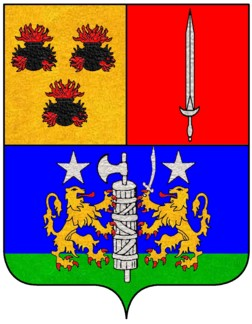
Armoiries des comtes Lepic

- Louis Lepic (1765-1827), 1er comte Lepic, baron en 1809, titré comte en 1815 par le roi Louis XVIII, lieutenant général, commandeur de la Légion d'honneur, chevalier de l'ordre royal et militaire de Saint-Louis, chevalier de l'ordre militaire de Maximilien-Joseph de Bavière[1]
  - Louis Napoléon Lepic (1810-1875), 2e comte Lepic, aide de camp de l'empereur Napoléon III, général, député bonapartiste de Seine-et-Oise 
    - Ludovic-Napoléon Lepic (1839-1889), 3e comte Lepic, peintre et graveur français

  - Jacques Félix Auguste Lepic (1812-1868), général de brigade, commandant l'escadron des cent-gardes.

Branche cadette (seule subsistante au XXIe siècle)

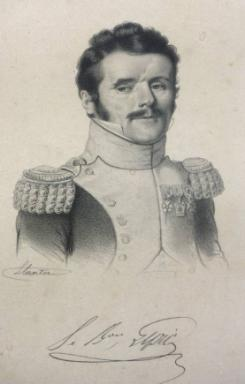
Joachim Hippolyte, baron Lepic
(1768-1835)

- Joachim Hippolyte Lepic (1768-1835), son frère (Louis et Joachim étaient fils de Joseph Lepic et Catherine Fage), chevalier d'Empire en 1810, baron en 1814, maréchal de camp, officier de la Légion d'honneur, chevalier de l'ordre de la couronne de Fer, chevalier de l'ordre royal et militaire de Saint-Louis[2]. Marié à Anne Pasquier (1796-1868), fille du baron Pasquier, 1er médecin du roi Louis-Philippe Ier.
  - Charles Philippe Adolphe Lepic (1822-1890), 2e baron Lepic, sous-préfet de l'arrondissement de Dieppe en 1850, préfet de l'Aude sous le Second Empire (1860-1865), trésorier-payeur général de la Vienne, censeur de la Banque de France, promu en 1862 officier de la Légion d'honneur [3]. Marié à Claire Dauphole (1837-1907).
    - Joachim Charles (1866-1908), 3e baron Lepic, 4e comte Lepic (titre relevé proprio motu, en accord avec la branche issue de Louis Lepic), collaborateur du prince Victor Napoléon, marié à Andrée Charlotte Marguerite Whitcomb (1882-1966). Résidence à Paris : Hôtel Menier, no 5, avenue Van-Dyck.
      - Napoléon, 4e baron Lepic, 5e comte Lepic (13 décembre 1903 à Paris - 28 juin 1944 au château de Louye à Louye), marié à Ghislaine de Salviac de Viel-Castel (1908-2004).
      - Charlotte, née en 1905, mariée en 1924 à Antoine de Rochechouart (1901-1967)

    - Charles Lepic[4], dit vicomte Lepic, officier de cavalerie puis lieutenant-colonel d'infanterie, commandeur de la Légion d'honneur, croix de guerre avec cinq citations, croix militaire belge, médaille coloniale.

  - Marie-Céline-Élise Lepic (1824-1847), mariée en 1845 à Alfred Junot, fils cadet d'Andoche Junot, duc d'Abrantès (1810-1859) : parents de Jeanne-Joséphine-Marguerite Junot d'Abrantès (1847-1934) ; x Maurice Le Ray : d'où la suite des ducs d'Abrantès (titre éteint en 1982)
  - Marie-Louise-Léonie Lepic (1829-1868), mariée en 1853 à son beau-frère Alfred Junot duc d'Abrantès : postérité.

## Alliances
Les principales alliances de la famille Lepic sont : Ayres (1719), Fage (1752), Pasquier (1818), Dauphole (1863), Junot d'Abrantès (1845, 1853), Gaillard (1886), Geoffroy (1807), Faure (1838), Scévole de Barral (1866), Rozat de Mandres (1889), Rabot (1889), Malet (1891), Janvier de La Motte (1850), Whitcomb (1902), de Rochechouart (1924), de Salviac de Viel-Castel (1934), Rodocanacchi (1921), de Boysson.

## Postérité
- Nom gravé sous l'Arc de triomphe à Paris.
- Rue Lepic dans le 18e arrondissement de Paris (en hommage au général napoléonien Louis Lepic)
- Avenue Lepic, à Montpellier.
- Caserne Lepic, à Montpellier (anciennement l'École d'Application de l'Infanterie occupée actuellement par la Gendarmerie).
- Rue du Général-Lepic, à Andrésy.